# Kawasaki KLV 1000
Kawasaki KLV 1000 – motocykl typu turystyczne enduro produkowany przez firmę Kawasaki w latach 2004–2006.

## Dane techniczne/Osiągi
Silnik: V2
Pojemność silnika: 996 cm³
Moc maksymalna: 98 KM/7600 obr./min
Maksymalny moment obrotowy: 101 Nm/6400 obr./min
Prędkość maksymalna: 200 km/h
Przyspieszenie 0–100 km/h: 3,4 s